# جون ميتشيل (لاعب كرة قدم)
جون ميتشيل (بالإنجليزية: John Mitchell)‏ (12 مارس 1952 بسانت ألبانز في المملكة المتحدة - ) هو لاعب كرة قدم بريطاني في مركز الهجوم. لعب مع نادي فولهام ونادي ميلوول وسانت ألبانز سيتي.

## وصلات خارجية
- جون ميتشيل على موقع قاعدة بيانات كرة القدم.إي يو (الإنجليزية)